# Saison 2019 de l'équipe cycliste Ineos
La saison 2019 de l'équipe cycliste Ineos (Sky jusqu'en avril 2019) est la dixième de cette équipe. C'est également la première sous cette appellation.

## Préparation de la saison 2019

### Sponsors et financement de l'équipe
Depuis sa création en 2010, l'équipe porte le nom de son principal sponsor, l'opérateur de télévision par satellite Sky. Ce dernier a annoncé le 12 décembre 2018 sa volonté de se désengager à l'issue de la saison,. Cette annonce intervient après des changements importants dans l'actionnariat de Sky et de 21st Century Fox, deux entreprises propriétaires (respectivement à 85 et 15 %) de Tour Racing Limited, société qui gère l'équipe. Le directeur général de l'équipe, Dave Brailsford, est donc à la recherche d'un nouveau sponsor principal pour la saison 2020, se fixant le Tour de France et donc le mois de juillet comme échéance. Le budget de l'équipe pour cette saison s'élève à environ 35 millions de livres.
Pinarello est le fournisseur de cycles de l'équipe Sky. Leur contrat les lie jusqu'en 2020. Ces vélos sont équipés de groupes Shimano Dura Ace. Castelli est le fournisseur de vêtements depuis la saison 2017. Après avoir opté pour un maillot blanc en 2018, Sky retrouve un maillot noir en 2019. Le logo blanc de Sky figure sur le torse et les épaules et le nom du coureur sur le flanc. Un dégradé de bleu fait référence au projet « Sky Ocean Rescue », qui vise à sensibiliser le public sur la pollution des océans par le plastique, et dont le logo est présent sur le col du maillot.
Ineos devient le principal sponsor de l'équipe et le nouveau maillot est porté le 30 avril lors du prologue du Tour de Romandie. Le maillot est bleu marine avec une bande turquoise verticale dans le dos.

### Arrivées et départs
Six coureurs quittent l'équipe durant l'intersaison. Le Polonais Łukasz Wiśniowski rejoint l'équipe CCC, nouveau sponsor polonais au sein du World Tour, et son leader Greg Van Avermaet. Le Colombien Sergio Henao est lui engagé par UAE Emirates où il espère avoir un rôle de leader. Quatre coureurs en fin de contrat ne sont pas conservés par Sky. Deux d'entre eux, l'Irlandais Philip Deignan et l'Espagnol David López, arrêtent leur carrière. L'Espagnol Beñat Intxausti rejoint l'équipe continentale professionnelle Euskadi Basque Country-Murias et le Britannique Jonathan Dibben n'a pas trouvé d'équipe pour 2019.
Cinq coureurs sont recrutés, principalement des jeunes, à l'exception de Ben Swift. Sky parvient attirer le jeune grimpeur colombien Iván Sosa, très demandé après des résultats prometteurs en 2018. L'équipe Trek-Segafredo avait annoncé l'avoir engagé et avait même payé une clause libératoire de 120 000 euros à l'équipe Androni Giocattoli-Sidermec, avec laquelle Sosa était toujours sous contrat pour 2019. Iván Sosa n'avait cependant signé aucun contrat avec Trek-Segafredo et s'est engagé pour trois ans avec Sky,. Sky recrute plusieurs autres jeunes coureurs prometteurs : l'Italien Filippo Ganna (22 ans), également issu de l'équipe UAE Emirates, l'Équatorien Jhonatan Narváez (21 ans), chez Quick Step en 2018. L'Irlandais Eddie Dunbar (22 ans) a rejoint l'équipe dès septembre 2018, après l'annonce de la dissolution d'Aqua Blue Sport. Enfin, après deux ans chez UAE Emirates, le sprinter britannique Ben Swift revient chez Sky et s'attend à y jouer un rôle de mentor pour les jeunes coureurs.
| Arrivées         | Équipe 2018                 |
| ---------------- | --------------------------- |
| Eddie Dunbar     | Aqua Blue Sport             |
| Filippo Ganna    | UAE Emirates                |
| Jhonatan Narváez | Quick Step                  |
| Ben Swift        | UAE Emirates                |
| Iván Sosa        | Androni Giocattoli-Sidermec |

| Départs            | Équipe 2019                   |
| ------------------ | ----------------------------- |
| Philip Deignan     | Retraite                      |
| Jonathan Dibben    | Madison Genesis               |
| Sergio Henao       | UAE Emirates                  |
| Beñat Intxausti    | Euskadi Basque Country-Murias |
| David López García | Retraite                      |
| Łukasz Wiśniowski  | CCC                           |

## Déroulement de la saison
Sky commence sa saison en janvier au Tour Down Under, en Australie, première course du calendrier UCI World Tour. Wout Poels y est leader de l'équipe, accompagné par Owain Doull, Kenny Elissonde, Kristoffer Halvorsen, Christian Knees, Luke Rowe et Dylan van Baarle.

## Coureurs et encadrement technique

### Effectif
| Cycliste             | Date de naissance | Nationalité | Équipe 2018                 |  |
| -------------------- | ----------------- | ----------- | --------------------------- |  |
| Leonardo Basso       | 25 décembre 1993  | Italie      | Sky                         |  |
| Egan Bernal          | 13 janvier 1997   | Colombie    | Sky                         |  |
| Jonathan Castroviejo | 27 avril 1987     | Espagne     | Sky                         |  |
| David de la Cruz     | 6 mai 1989        | Espagne     | Sky                         |  |
| Owain Doull          | 2 mai 1993        | Royaume-Uni | Sky                         |  |
| Eddie Dunbar         | 1er mai 1996      | Irlande     | Aqua Blue Sport puis Sky    |  |
| Kenny Elissonde      | 22 juillet 1991   | France      | Sky                         |  |
| Christopher Froome   | 20 mai 1985       | Royaume-Uni | Sky                         |  |
| Filippo Ganna        | 25 juillet 1996   | Italie      | UAE Emirates                |  |
| Tao Geoghegan Hart   | 30 mars 1995      | Royaume-Uni | Sky                         |  |
| Michał Gołaś         | 29 avril 1984     | Pologne     | Sky                         |  |
| Kristoffer Halvorsen | 13 avril 1996     | Norvège     | Sky                         |  |
| Sebastian Henao      | 5 août 1993       | Colombie    | Sky                         |  |
| Vasil Kiryienka      | 28 juin 1981      | Biélorussie | Sky                         |  |
| Christian Knees      | 5 mars 1981       | Allemagne   | Sky                         |  |
| Michał Kwiatkowski   | 2 juin 1990       | Pologne     | Sky                         |  |
| Christopher Lawless  | 4 novembre 1995   | Royaume-Uni | Sky                         |  |
| Gianni Moscon        | 20 avril 1994     | Italie      | Sky                         |  |
| Jhonatan Narváez     | 4 mars 1997       | Équateur    | Quick-Step Floors           |  |
| Wout Poels           | 1er octobre 1987  | Pays-Bas    | Sky                         |  |
| Salvatore Puccio     | 31 août 1989      | Italie      | Sky                         |  |
| Diego Rosa           | 27 mars 1989      | Italie      | Sky                         |  |
| Luke Rowe            | 10 mars 1990      | Royaume-Uni | Sky                         |  |
| Pavel Sivakov        | 11 juillet 1997   | Russie      | Sky                         |  |
| Iván Sosa            | 31 octobre 1997   | Colombie    | Androni Giocattoli-Sidermec |  |
| Ian Stannard         | 25 mai 1987       | Royaume-Uni | Sky                         |  |
| Ben Swift            | 5 novembre 1987   | Royaume-Uni | UAE Emirates                |  |
| Geraint Thomas       | 25 mai 1986       | Royaume-Uni | Sky                         |  |
| Dylan van Baarle     | 21 mai 1992       | Pays-Bas    | Sky                         |  |

### Encadrement
L'équipe Ineos est dirigée depuis sa création en 2010 par Dave Brailsford, qui était auparavant directeur de la performance de la fédération britannique de cyclisme. Huit directeurs sportifs encadrent les coureurs : Dario Cioni, Oliver Cookson, Servais Knaven, Brett Lancaster, Nicolas Portal, Gabriel Rasch, Matteo Tosatto, Xabier Zandio.

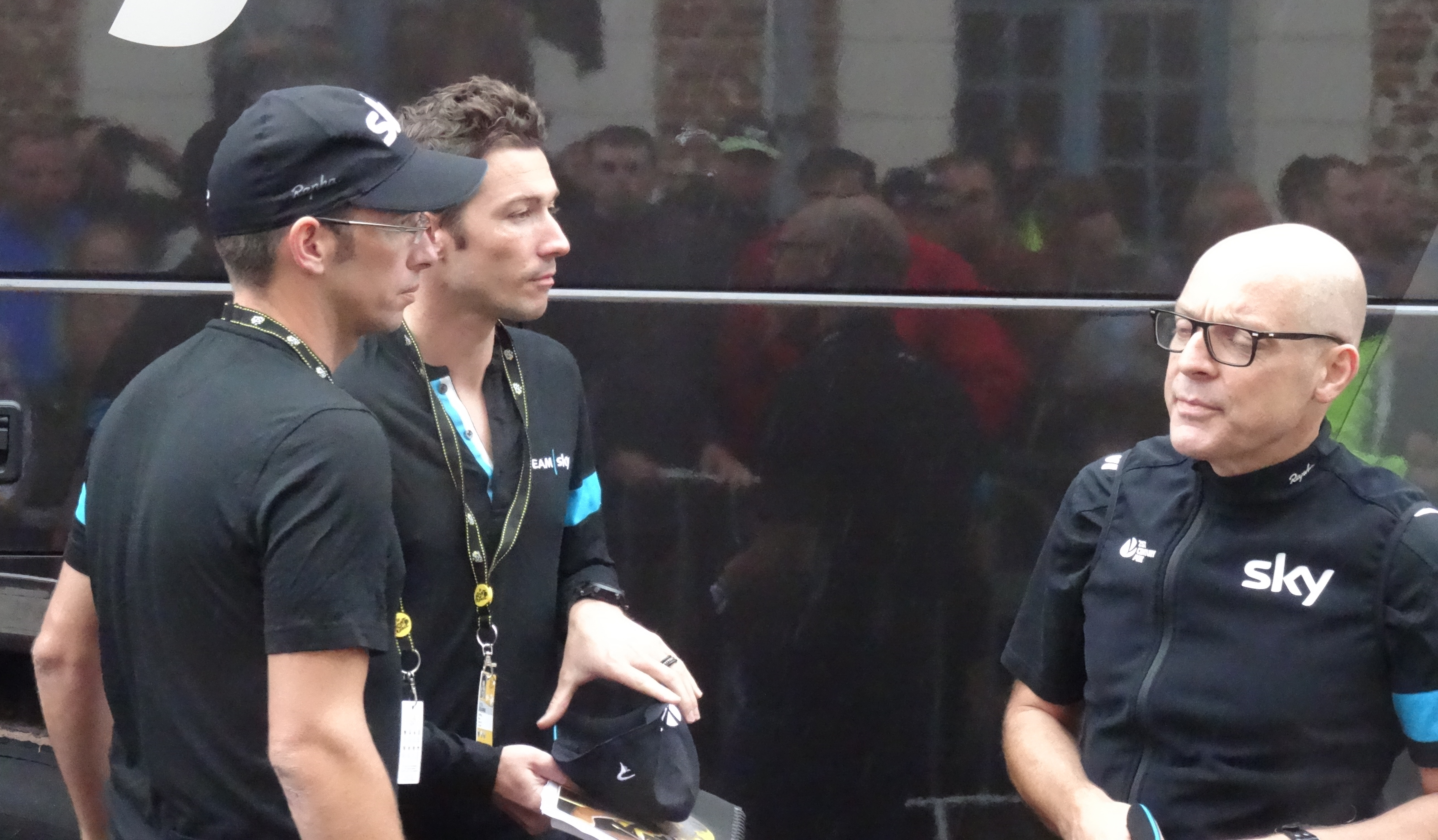
Dario Cioni, Nicolas Portal et Dave Brailsford durant le Tour de France 2014.
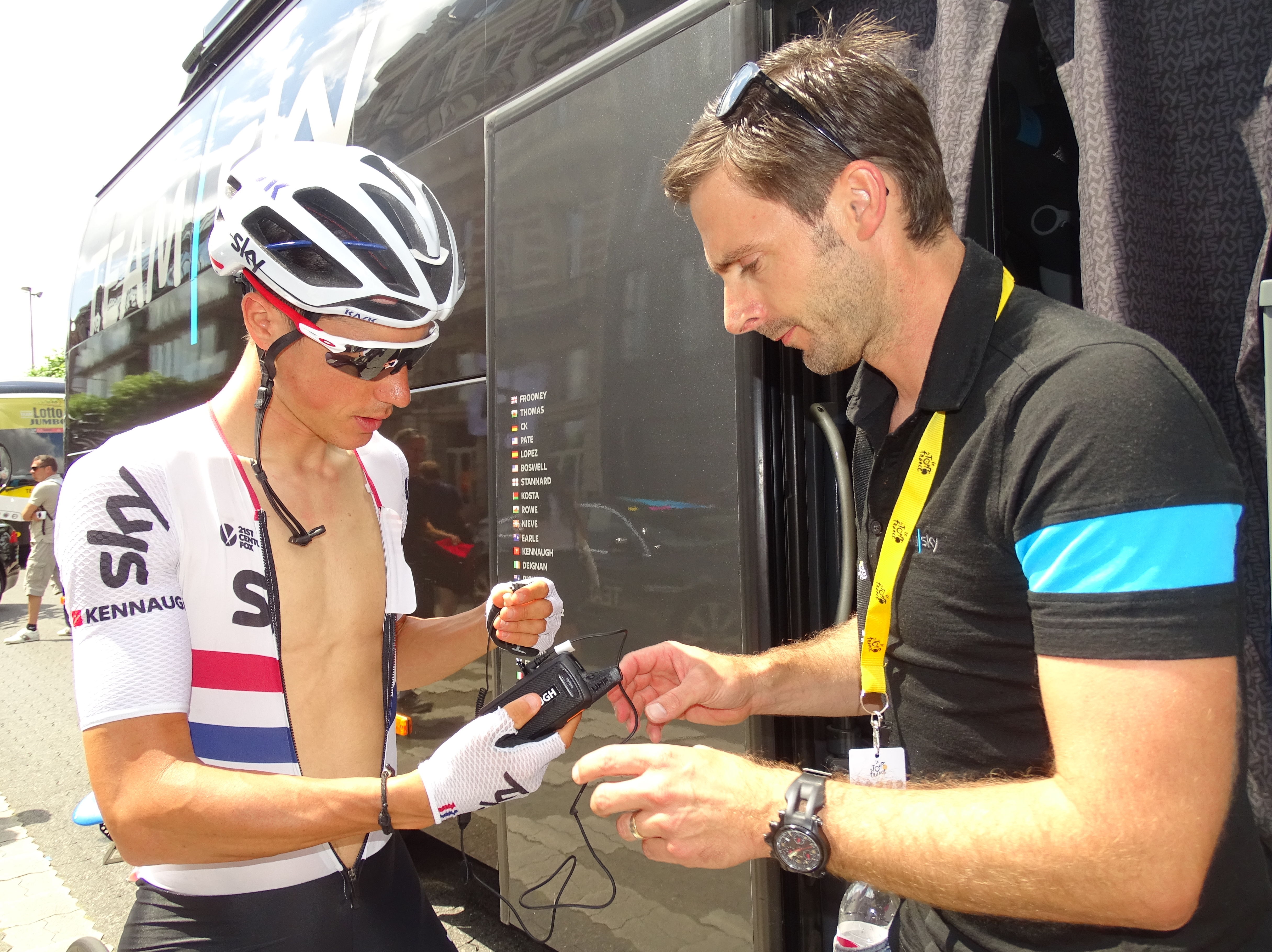
Servais Knaven (à droite), avec Peter Kennaugh pendant le Tour de France 2015.
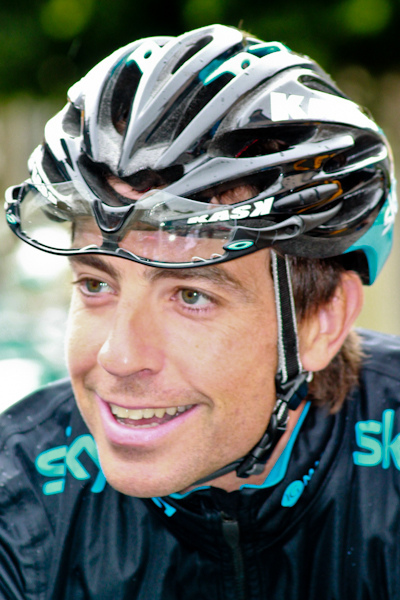
Xabier Zandio en 2011.

## Bilan de la saison

### Victoires
| Date       | Course                                    | Pays        | Classe | Vainqueur            |
| ---------- | ----------------------------------------- | ----------- | ------ | -------------------- |
| 01/02/2019 | 3e étape du Herald Sun Tour               | Australie   | 2.1    | Owain Doull          |
| 03/02/2019 | 5e étape du Herald Sun Tour               | Australie   | 2.1    | Kristoffer Halvorsen |
| 03/02/2019 | Classement général du Herald Sun Tour     | Australie   | 2.1    | Dylan van Baarle     |
| 14/02/2019 | Prologue du Tour de La Provence           | France      | 2.1    | Filippo Ganna        |
| 17/03/2019 | Classement général de Paris-Nice          | France      | 2.UWT  | Egan Bernal          |
| 22/04/2019 | 1re étape du Tour des Alpes               | Autriche    | 2.HC   | Tao Geoghegan Hart   |
| 23/04/2019 | 2e étape du Tour des Alpes                | Italie      | 2.HC   | Pavel Sivakov        |
| 25/04/2019 | 4e étape du Tour des Alpes                | Italie      | 2.HC   | Tao Geoghegan Hart   |
| 26/04/2019 | Classement général du Tour des Alpes      | Italie      | 2.HC   | Pavel Sivakov        |
| 05/05/2019 | Classement général du Tour de Yorkshire   | Royaume-Uni | 2.HC   | Christopher Lawless  |
| 02/06/2019 | 6e étape du Tour de Norvège               | Norvège     | 2.HC   | Kristoffer Halvorsen |
| 15/06/2019 | 7e étape du Critérium du Dauphiné         | France      | 2.UWT  | Wout Poels           |
| 16/06/2019 | 8e étape du Critérium du Dauphiné         | France      | 2.UWT  | Dylan van Baarle     |
| 21/06/2019 | 7e étape du Tour de Suisse                | Suisse      | 2.UWT  | Egan Bernal          |
| 22/06/2019 | 3e étape du Route d'Occitanie             | France      | 2.1    | Iván Sosa            |
| 23/06/2019 | Classement général du Tour de Suisse      | Suisse      | 2.UWT  | Egan Bernal          |
| 28/06/2019 | Championnat d'Italie de contre-la-montre  | Italie      | CN     | Filippo Ganna        |
| 28/06/2019 | Championnat d'Espagne de contre-la-montre | Espagne     | CN     | Jonathan Castroviejo |
| 30/06/2019 | Championnats de Grande-Bretagne sur route | Royaume-Uni | CN     | Ben Swift            |
| 28/07/2019 | Classement général du Tour de France      | France      | 2.UWT  | Egan Bernal          |
| 09/08/2019 | Classement général du Tour de Pologne     | Pologne     | 2.UWT  | Pavel Sivakov        |
| 15/08/2019 | 3e étape du Tour de Burgos                | Espagne     | 2.HC   | Iván Sosa            |
| 17/08/2019 | 6e étape du BinckBank Tour                | Pays-Bas    | 2.HC   | Filippo Ganna        |
| 17/08/2019 | 5e étape du Tour de Burgos                | Espagne     | 2.HC   | Iván Sosa            |
| 17/08/2019 | Classement général du Tour de Burgos      | Espagne     | 2.HC   | Iván Sosa            |
| 10/10/2019 | Tour du Piémont                           | Italie      | 1.HC   | Egan Bernal          |

### Résultats sur les courses majeures
Les tableaux suivants représentent les résultats de l'équipe dans les principales courses du calendrier international (les cinq classiques majeures et les trois grands tours). Pour chaque épreuve est indiqué le meilleur coureur de l'équipe, son classement ainsi que les accessits obtenus par Ineos sur les courses de trois semaines.

#### Classiques
| Classique            | Milan-San Remo          | Tour des Flandres      | Paris-Roubaix          | Liège-Bastogne-Liège | Tour de Lombardie |
| -------------------- | ----------------------- | ---------------------- | ---------------------- | -------------------- | ----------------- |
| Coureur (classement) | Michał Kwiatkowski (3e) | Dylan van Baarle (18e) | Dylan van Baarle (21e) | Wout Poels (10e)     | Egan Bernal (3e)  |

#### Grands tours

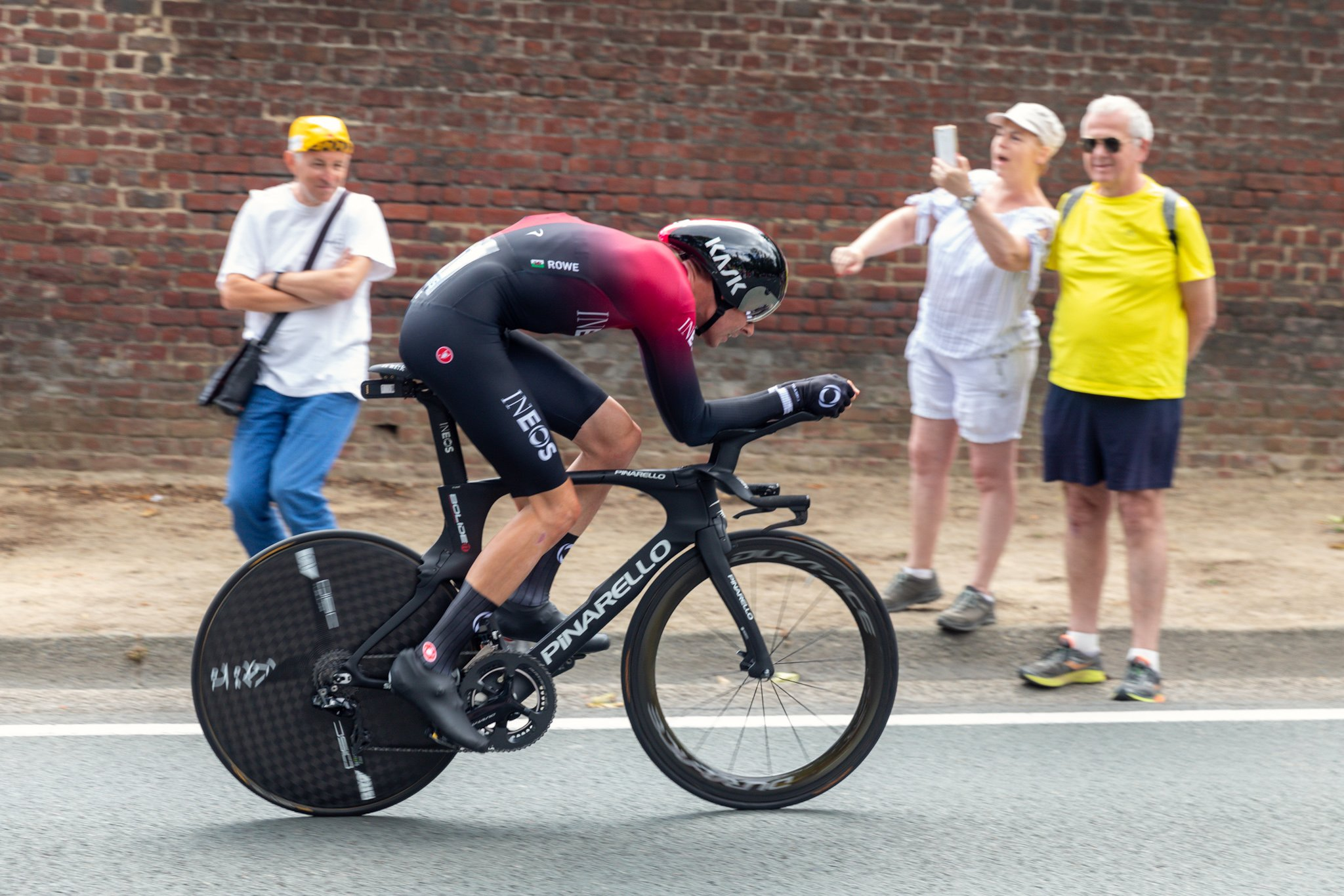
Luke Rowe de l'équipe Ineos lors de la 2e étape (contre-la-montre par équipe) du Tour de France 2019.

| Grand tour           | Tour d'Italie      | Tour de France    | Tour d'Espagne           |
| -------------------- | ------------------ | ----------------- | ------------------------ |
| Coureur (classement) | Pavel Sivakov (9e) | Egan Bernal (1er) | Tao Geoghegan Hart (20e) |
| Accessits            | -                  | -                 | -                        |